# 大鏟灣碼頭

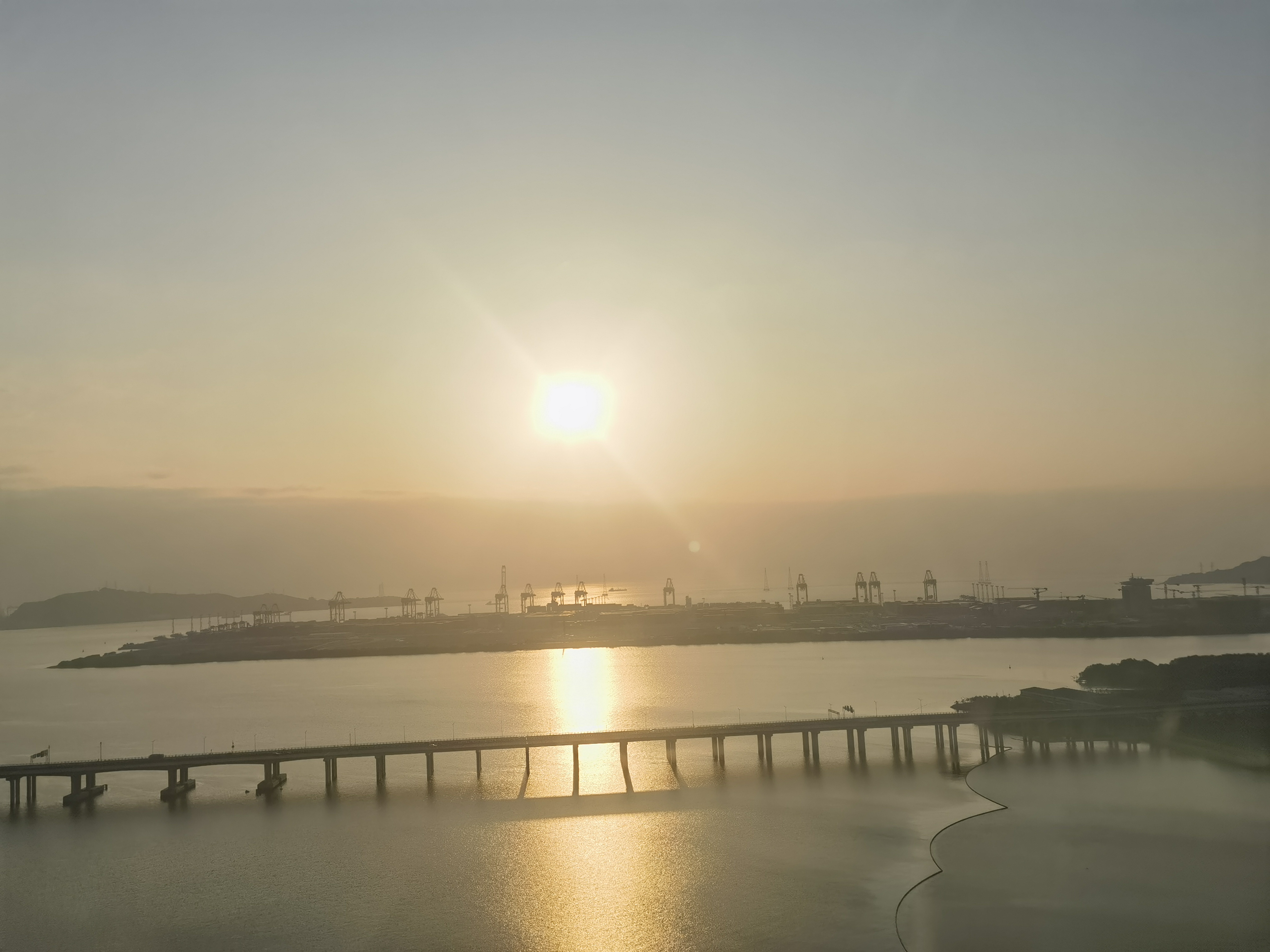
大铲湾码头全景图

大鏟灣碼頭是中國一個港口，位於中國廣東省深圳市寶安區西鄉。碼頭第一期擁有者為深圳大鏟灣現代港口發展有限公司，現代貨箱碼頭有限公司佔股65%，深圳市國資委透過鹽田港集團, 再透過深圳市大铲湾港口投资发展有限公司佔股35%。大鏟灣碼頭是現代貨箱碼頭首個控股的深圳西部港區碼頭，現代貨箱碼頭亦擁有20%蛇口集裝箱碼頭與赤灣集裝箱碼頭8至13號泊位8%股權，但蛇口、赤灣與其他主要西部碼頭均為招商局國際控股；招商局國際亦擁有現代貨箱碼頭27.01%股權。由於招商局國際的大股東招商局集團為央企，即碼頭約44%股權間接由國家擁有，而現代貨箱碼頭母公司九龍倉集團間接擁有另外44%。
第一期共5個泊位，預計中的處理能力達二百五十萬個標準箱。4#、5#泊位於2005年9月正式动工，2007年底通过工程交工验收并投入试运行；其余3个泊位工程目前正在建设中。
第二期於2005年開始計劃。

## 外部連結
- https://web.archive.org/web/20160304053918/http://www.dachanbayone.com/